# Saosnoise
La saosnoise est une race à viande Bos tauruse française.

## Origine
Cette race a été constituée à partir de races locales (percheronne, mancelle) avec des apports de sang extérieur : durham, normande, Maine-Anjou. Elle a pris le nom de sa région d'origine, le Saosnois (nord de la Sarthe) dans les années 1930. 
Elle serait issue de trois populations fusionnées: 
- Une population de mancelle, non croisée avec la shorthorn lors de la création de la race rouge des prés au XIXe siècle.
- Une population de percheronne, une race ayant contribué à la création de la normande, qui aurait échappé aux croisements.
- Une population de shorthorn restée en race presque pure jusque dans les années 1950.

Ce sont ces deux races voisines géographiquement qui auraient fini par ne former plus qu'une population. 
En 1939, une société des éleveurs de la race bovine du Saosnois a été créée et un standard de race établi. Cette tentative sera sans suite à cause de la Seconde Guerre mondiale. Il n'existe pas de livre généalogique à l'heure actuelle. En 1997, une association pour la promotion et la valorisation des animaux du Saosnois a été créée. Un programme de préservation de la race a été établi. Il vise à:
- Rechercher les troupeaux existants et répertorier les individus.
- Sélectionner les animaux les plus représentatifs.
- Diffuser les taureaux les plus intéressants par le biais de l'insémination artificielle.
- Faire circuler l'information entre éleveurs.

En 2018, ce travail a abouti à l'attribution d'un code race 88 par le ministère de l'agriculture. (reconnaissance officielle)

C'est une race à effectif restreint. Le cheptel comprend environ 900 vaches reproductrices dont 50 % reproduisent en race pure et 31 taureaux dont 31 % disponibles en insémination artificielle.

## Morphologie

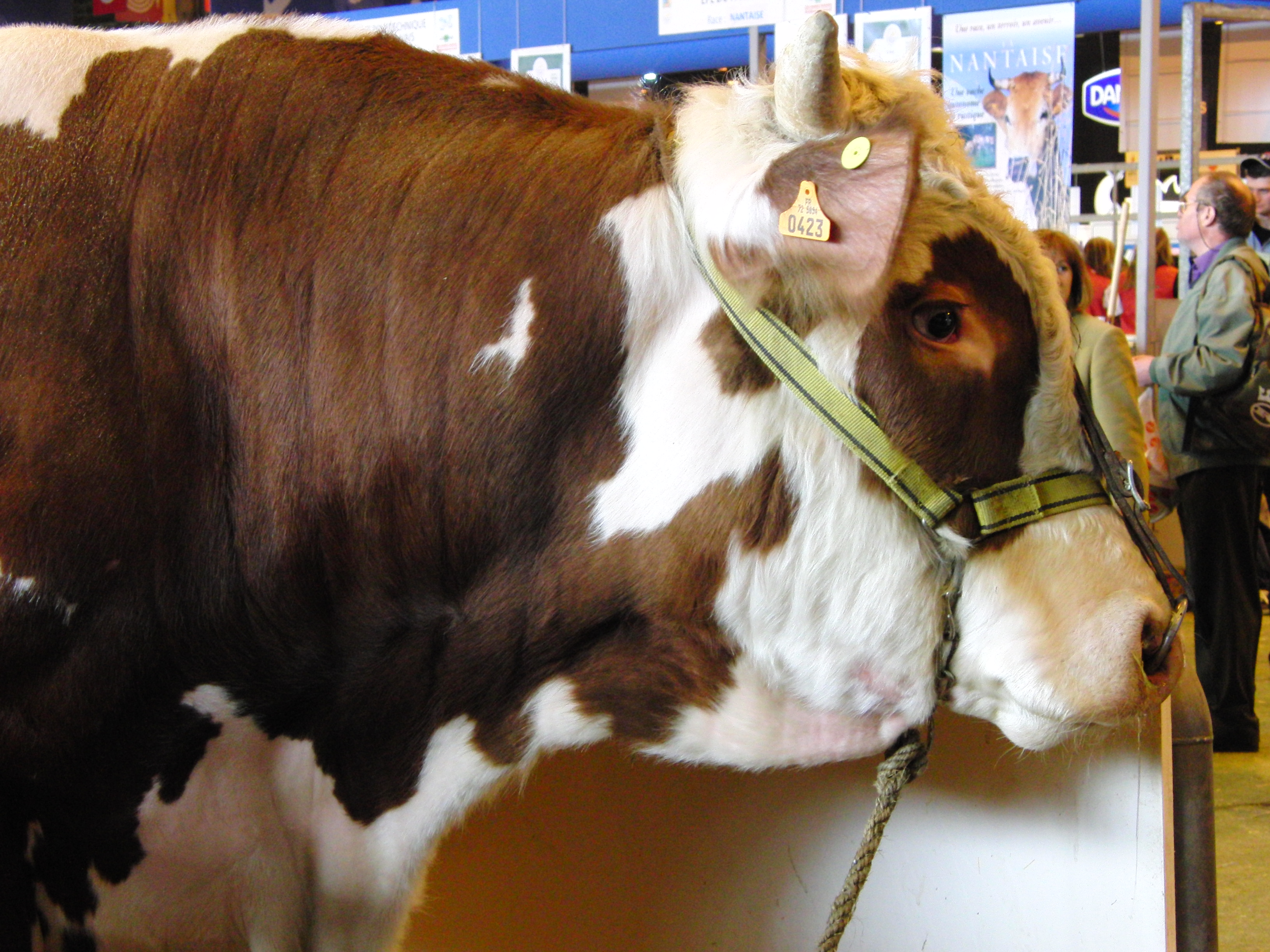
Tête d'un taureau de race saosnoise au salon de l'agriculture en 2012.

La robe est  généralement de couleur  rouge-blond mais on distingue cinq sous robes : 
- Caille ou caille-blond, taches rouge-blond aux contours parfois hachurés
- Manceau à lunette ou non, à robe couverte (type « Abondance ») ou fragmentée (type « Montbéliard ») avec une dominance rouge avec pattes et ventre blancs.
- Percheronne : membre colorés, « picotures » de rouge et de noir dans le blanc .
- Augeron : blanc avec petites taches sur les flancs 
- Durham , petites tache sur toute la robe 
Les muqueuses sont claires quelquefois teintées.
Les cornes sont blanches ou jaunes généralement dirigées vers l’avant mais aussi parfois horizontales ou légèrement montantes.
C'est un bovin de grand format, la femelle a une hauteur au garrot de 1,40 m et le mâle de 1,50 m, d'un poids moyen respectivement de 800 et 1 300 kg.

## Aptitudes
Autrefois c'était une race à utilisation multiple (lait, viande et traction) aujourd’hui elle conserve sa vocation bouchère. La race est bien adaptée au pâturage, rustique avec un caractère doux, qui supporte bien les différences de température et les périodes d’humidité prolongées.
Elle donne entre 3 000 et 3 500 kg de lait par lactation. Son ossature fine sous une musculature développée en fait une race lourde à bon rendement en viande. Elle est adaptée à la production de carcasses lourdes de taurillons, vaches, taureaux. Cette dernière, rouge et fine avec un persillé délicat, rappelle celle de la normande dont elle partage localement la renommée. Le gène culard existe dans la population.
La variabilité des couleurs est un facteur positif chez les éleveurs à petit troupeau : elle permet de reconnaître les individus sans recours aux numéros d'identification, un côté humain du travail de l'éleveur préservé.

## Statut et sauvegarde de la race
La saosnoise est considérée comme une race à faible effectif, cela signifie qu'il y a moins de 7500 femelles reproductrices bovines. En 2018, on comptait moins de 1500 femelles reproductrices sur le territoire français.
Pour ne pas considérer la soasnoise comme une race disparue, elle fait partie depuis 1998 d'un programme de conservation de race.
Ce programme a été repris par le CRAPAL (Conservatoire Régionale des Races en Pays de la Loire).